# Mustafabad (Kasur)
Ne doit pas être confondu avec Mustafabad (Okara) ou Mustafaabad.
Mustafabad ou Mustafa Abad (en ourdou : مُصطفےٰ آباد) est une ville pakistanaise, située dans le district de Kasur, dans l'est de la province du Pendjab.
La population de la ville a été multipliée par plus de trois entre 1972 et 2017 selon les recensements officiels, passant de 16 471 habitants à 60 654. Entre 1998 et 2017, la croissance annuelle moyenne s'affiche à 2,6 %, un peu supérieure à la moyenne nationale de 2,4 %,. Selon le recensement de 2023, la population de la ville monte à 81 550 habitants.
|            | 1972 (rec.) | 1981 (rec.) | 1998 (rec.) | 2017 (rec.) | 2023 (rec.) |
| ---------- | ----------- | ----------- | ----------- | ----------- | ----------- |
| Population | 16 471      | 20 927      | 37 498      | 60 654      | 81 550      |